# Eurípedes Amoreirinha
Eurípedes Daniel Adão Amoreirinha (Vila Franca de Xira, 5 agosto 1984) è un ex calciatore portoghese, di ruolo difensore.

## Caratteristiche tecniche
È un jolly difensivo: il suo ruolo naturale è quello di terzino destro, ma può essere impiegato con buoni risultati anche sulla fascia opposta e da centrale.

## Carriera

### Nazionale
Con la Nazionale Under-21 portoghese ha preso parte agli Europei Under-21 2007.